# Café Zekés
Zekés var en venstreorienteret café og mødelokale i Odense fra 2000 til 2005. Zekés blev drevet af foreningen "Den Lokale Gruppe", og blev oprettet på initiativ af Fynske antifascister og Rebel-Odense. Af andre grupper, der har brugt caféen som mødelokale, kan nævnes Internationalt Forum, Landsorganisationen af Arbejdsledige, NOAH-Odense, Socialistisk Ungdomsfront Odense, flere feministiske og anarkistiske grupper samt lokale kulturelle projekter og initiativer. 
Caféen var først beliggende på Læssøegade fra 2000 til 2002 og flyttede i 2003 til Store Glasvej, hvor den lukkkede i 2005.